# Ніколаєвська сільська рада (Локтівський район)
Нікола́євська сільська рада (рос. Николаевский сельский совет) — сільське поселення у складі Локтівського району Алтайського краю Росії.
Адміністративний центр та єдиний населений пункт — село Ніколаєвка.

## Населення
Населення — 423 особи (2019; 598 в 2010, 641 у 2002).